# Hypolysia
Hypolysia es un género de gasterópodo de la familia Subulinidae.

## Especies
Este género contienen las siguientes especies:
- Hypolysia connollyana
- Hypolysia usambarica